# Zettai ryōiki

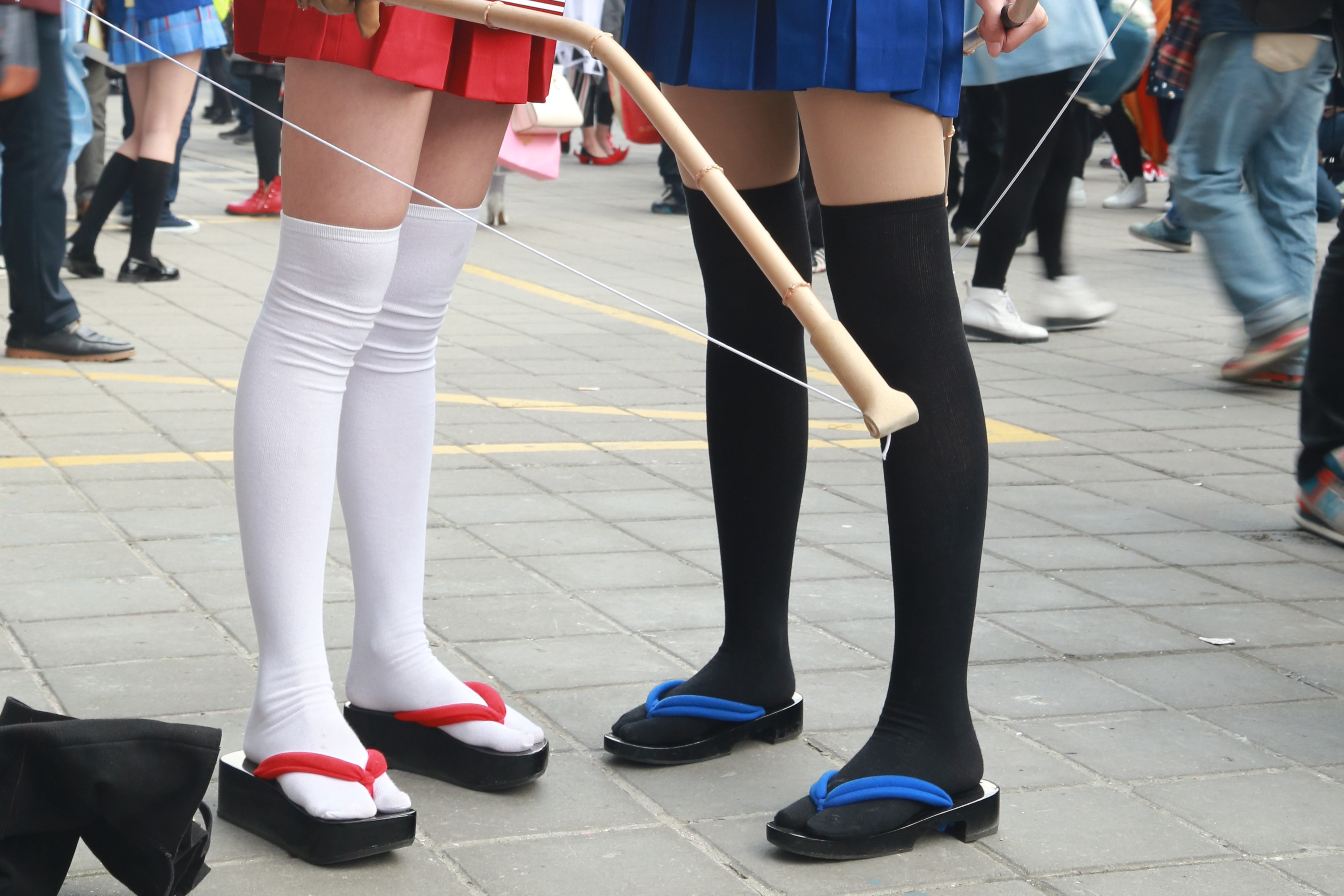

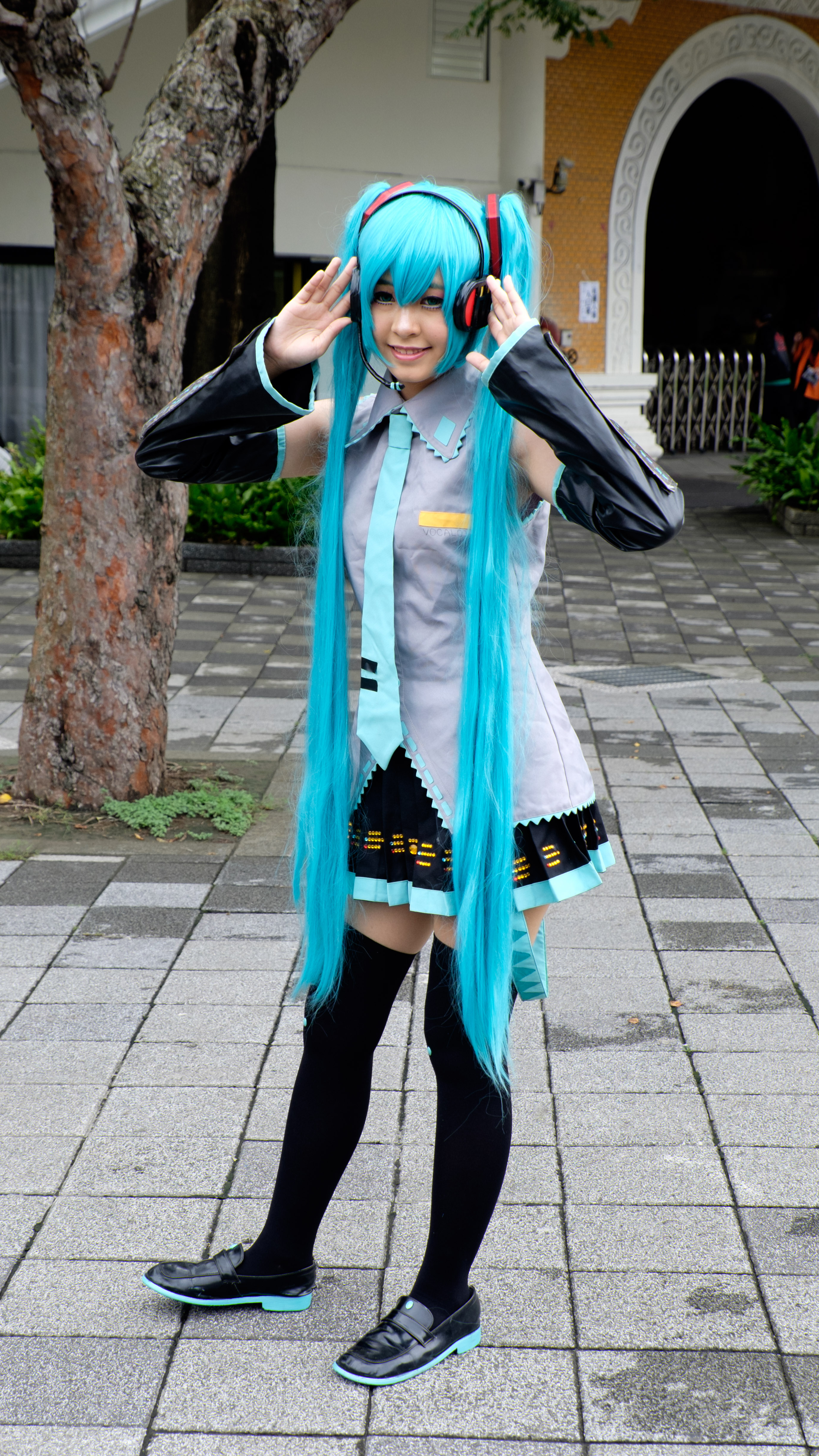
Une personne cosplayant Hatsune Miku.

Zettai ryōiki (en japonais 絶対領域, lit. « territoire absolu ») se réfère à la zone de peau nue entre une chaussette haute et une minijupe (ou short). Ce terme peut également être utilisé pour décrire une combinaison de vêtements. Le terme s'est d'abord répandu dans la communauté otaku comme un des attributs de personnages moe dans les anime et les manga, mais il est maintenant utilisé par le grand public au Japon.

## Classification et  proportions idéales

Diagrame montrant le ratio idéal d'un zettai ryōiki

Le ratio idéal de la longueur de la minijupe, de la partie exposée de la cuisse et de la hauteur de la chaussette est souvent considérée comme 4:1:2.5 , avec une tolérance de 25%.
Les fans de zettai ryōiki les classent selon la partie visible de la peau nue, qui dépend de la hauteur de la chaussette et de la longueur de la jupe. Un zettai ryōiki est classé de E (trop de peau visible, jupe trop longue, etc.) à A (jupe courte, chaussettes haute, faible zone exposée).

## Popularité

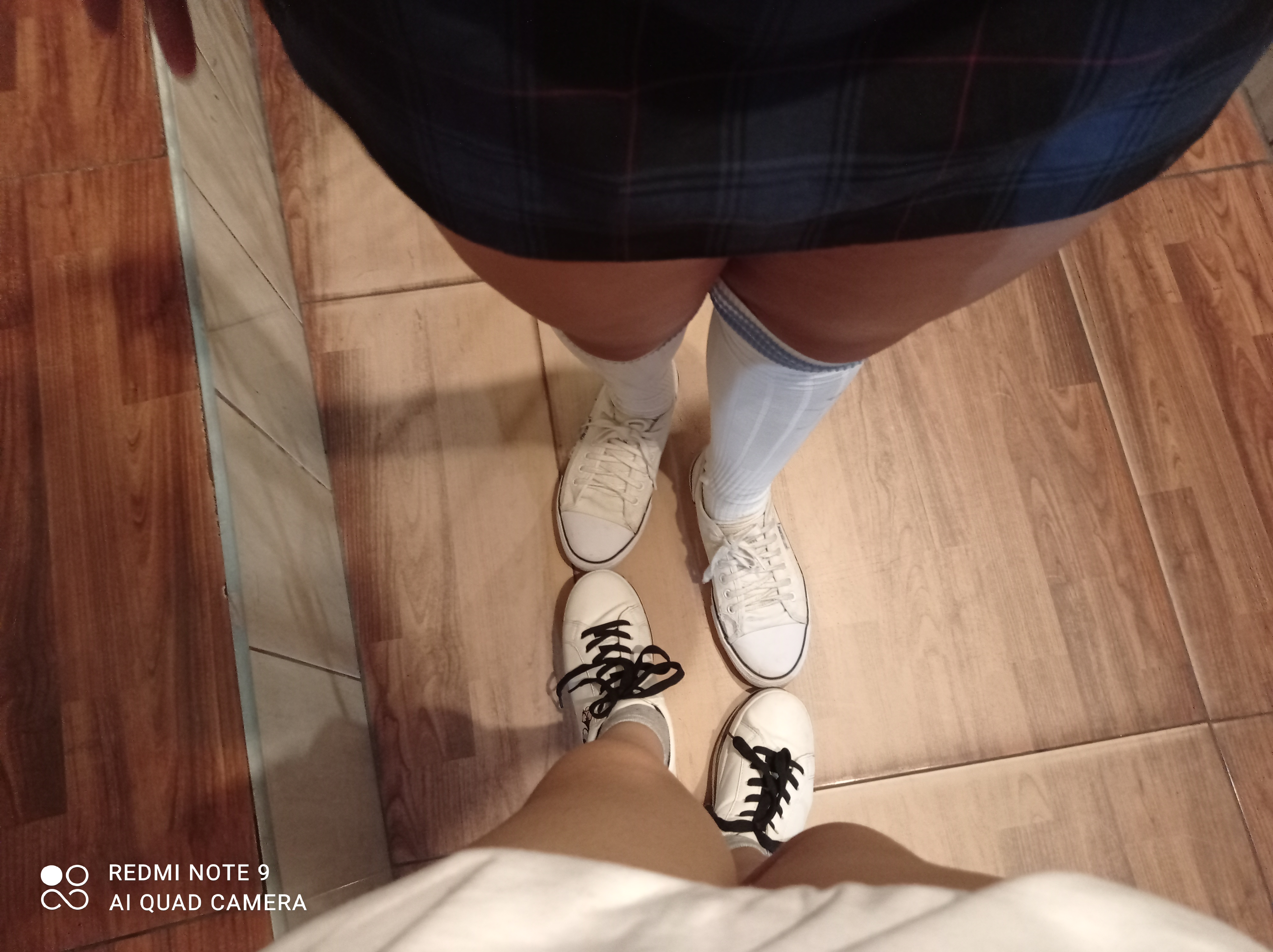
Des femmes portent la combinaison chaussettes hautes/minijupes caractéristique du Zettai ryōiki.

Cette combinaison de vêtements est très populaire au Japon. Comme pour les loose socks, une « colle à chaussettes » spéciale peut être utilisée pour coller les chaussettes sur les jambes pour un look parfait.
L'agence publicitaire japonaise WIT a lancé une campagne en 2013 qui a rémunéré des femmes pour porter des tatouages temporaires sur le haut de leurs cuisses afin de faire la promotion de divers produits. Elles ont été encouragées à porter des jupes courtes et des chaussettes hautes pour mettre en avant la zone.
Le 8 février 2014, une boutique spécialisée appelée « Zettai Ryōiki » dédiée aux chaussettes hautes et collants a ouvert à Akihabara, Tokyo,.

## Étymologie
Le terme provient de la série animée Neon Genesis Evangelion, où il a été utilisé avec un sens différent. Dans un encart dépliant qui fournit avec des cassettes VHS, l'expression « Zettai Kyōfu Ryōiki » (絶対恐怖領域, « Absolute Terror Field (territory) ») a été utilisée comme une traduction du terme en langue anglaise « A.T. Field » (A.T.フィールド) provenant de l'anime en Japonais. Un A. T. Field est un type de bouclier énergétique de protection, décrit comme une zone sainte dans laquelle nul ne peut pénétrer (« holy area no one can intrude upon » (何人にも侵されざる聖なる領域)). Aussi, le terme peut faire référence à une imperméabilité de l'âme (« impenetrability of souls » (心の壁)). Le manga Neon Genesis Evangelion a également donné une version abrégée du terme « Zettai Ryōiki » en furigana à côté de la mention « A. T. Field ». L'idée d'une « zone sainte dans laquelle nul ne peut pénétrer » est où le sens actuel du terme prend ses origines. L'expression s'est d'abord répandue dans la communauté otaku, puis a commencé à être largement utilisé en dehors de la sous-culture otaku. Par exemple, il est maintenant inclus dans le grand dictionnaire Daijisen.

## Demande d'enregistrement de marque
Le 13 février 2006, la société Japonaise Banpresto, qui produit des jeux vidéo basés sur Neon Genesis Evangelion, a déposé deux demandes d'enregistrement de l'expression « Zettai Ryōiki » en tant que marque. Les deux demandes ont été rejetées le 26 juin, sur la base de frais d'inscription impayés.